# ToorCon
ToorCon es una conferencia de hackers que tiene lugar en San Diego tradicionalmente a finales de septiembre. Comenzada originalmente por el grupo de usuarios de 2600 de San Diego, ToorCon fue fundada en 1999 por Ben Greenberg y David Hulton (h1kari). El primer año se localizó en la sede Price Center de la Universidad de California en San Diego y posteriormente se trasladó al San Diego Concourse en su segundo y tercer año. El cuarto año fue albergada en Westin, el quinto y el sexto en el Manchester Grand Hyatt, y más recientemente del séptimo año al décimo la conferencia fue albergada en el San Diego Convention Center. Comenzando en 2007, ToorCon Seattle ha albergado en el Last Supper Club, en el barrio de Pioneer Square en Seattle, Washington. ToorCon atrae muchos de los líderes de la comunidad de la seguridad informática y es bien conocida por conformar una atmósfera de conferencias íntimas, uniendo a cuatrocientos participantes anualmente.
Las charlas en ToorCon abarcan desde el hacking de dispositivos y la ingeniería inversa, al análisis de protocolos, algoritmos criptográficos, y todo lo concerniente a asuntos de seguridad. Cada año ToorCon tiene una temática concreta, y es dividida en dos frentes distintos. En 2006, el tema fue "Bits and Bytes." en 2005, el tema fue "Smoke and Mirrors." 
Durante el curso del fin de semana van concurriendo dos charlas paralelas en ToorCon, se habilitan también mesas para vendedores y juegos. Normalmente se presentan mesas de editoriales especializadas como Syngress o No Starch Press, vendedores de hardware, y una máquina de impresión de camisetas. Capture the Flag es uno de los juegos del fin de semana.